# Estegoteri
Els estegoteris (Stegotherium) són un gènere extint de mamífers cingulats de la família dels dasipòdids que visqueren a Sud-amèrica durant el Miocè inferior, fa entre 16,3 i 20,4 milions d'anys. Se n'han trobat restes fòssils a les províncies argentines de Chubut i Santa Cruz. L'anatomia de la mandíbula i la petitesa de les dents fa pensar que eren mirmecòfags. L'espècie S. tessellatum tenia el crani de 14 cm de llargada. En general, era de mida comparable als armadillos moderns. Els osteodermes feien 3-7,5 mm de gruix i 20 mm de llargada. El nom genèric Stegotherium significa 'bèstia del sostre'.